# Beats of Rage
Beats of Rage — игровой 2D движок с открытым исходным кодом, разработанный Senile Team и основанный на серии игр Streets of Rage компании Sega. Игра разработана как подражатель Streets of Rage 2 и использует персонажей из серии игр The King of Fighters.

## Сюжет
Силы Зла вновь атаковали город New Sun City. Команде из трех бойцов требуется остановить бандитскую группировку под командованием Злого Генерала, чтобы восстановить справедливость.

## Разработка и выпуск
Видеоигра разрабатывалась девять месяцев. После этого, видеоигру несколько раз портировали и делали для неё модификации.
Beats of Rage впервые стал доступен для DOS в ноябре 2003 года. Несмотря на «голословную» рекламу, игра получила достаточную популярность, сбивая с ног множества зеркальных серверов, таких как Dreamcast-Scene, причем через 24 часа после разрешения на публикацию.
Как и любая игра с открытым исходным кодом, она была портирована на Dreamcast и PlayStation 2. В настоящее время, для игрового движка Beats of Rage доступны порты для Wii и PSP, а также для некоторых других платформ.

### OpenBOR
Причина успеха Beats of Rage — это игровой движок, который можно настраивать и на котором можно разрабатывать новые игры на основе этой игры. OpenBOR — это современная версия движка Beats of Rage с открытым исходным кодом. Игры, производящиеся на данном движке — это чаще всего модификации и переделки других популярных игр.